# Feels (песма)
Feels је песма коју је снимио и продуцирао шкотски ди-џеј Калвин Харис. Песма садржи вокале америчких кантаутора Фарела Вилијамса и Кејти Пери, као и америчког репера Биг Шона. Објављена је 15. јуна 2017. године у посредству Sony Music-а, као четврти сингл његовог петог студијског албума Funk Wav Bounces Vol. 1 (2017), након песама Slide, Heatstroke и Rollin. У писању песме је помогао амерички кантаутор и репер Starrah.
Ово је диско-фанк и ска песма, са елементима денсхола, хип хопа и електронике. Feels је достигао на прво место рекордних листа у Белгији, Француској, Израелу, Летонији, Либану, Пољској и Уједињеном Краљевству, као и на листу десет најбољих песама у још 24 земаља.

## Музички видео
Музички видео песме објављен је на Харисовом Vevo каналу на Јутјубу, 26. јуна 2017. Спот је режирао Емил Нава. Видео приказује Хариса, Вилијамса, Пери и Биг Шона како се одмарају на плажи. Други музички видео, који је такође режирао Нава, објављен је два месеца касније и приказује сва четири уметника као бенд, који изводи песму уживо и добија аплауз од публике.